# Bêtises de Cambrai

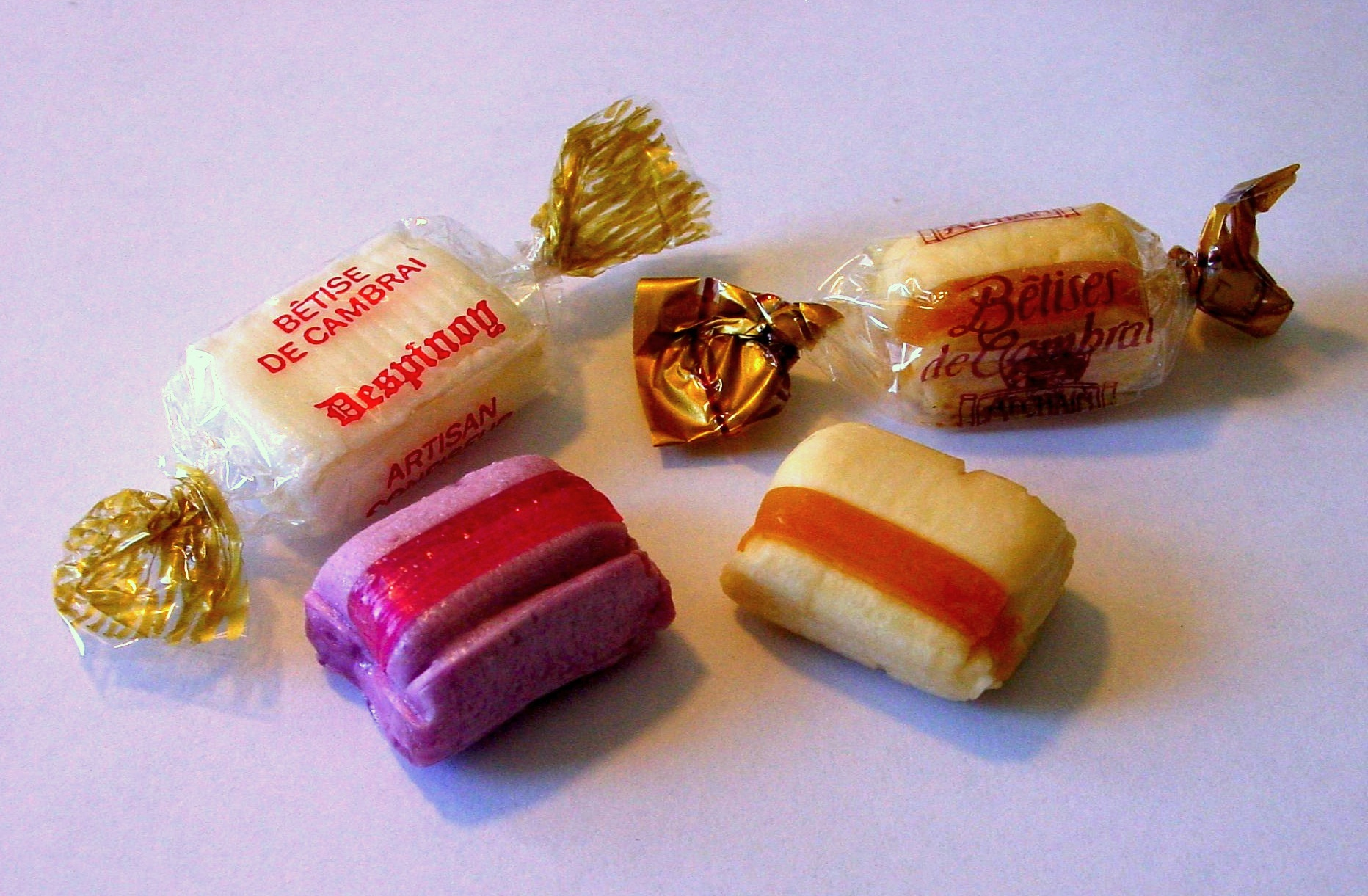
Verschiedene Bêtises de Cambrai, rechts im Bild nach Originalrezeptur.

Bêtises de Cambrai (frz. wörtlich Dummheiten aus Cambrai) sind französische Süßwaren aus karamellisiertem Zucker. Nach dem Originalrezept, das seit ungefähr 1850 existiert, werden weiße Karamellbonbons mit Minze aromatisiert, heutzutage gibt es jedoch auch andere Geschmacksrichtungen. Die genaue Herkunft des Rezeptes ist unklar, es gibt mindestens zwei französische Hersteller (Despinoy und Afchain), die sich als Urproduzenten ausgeben. Fest steht, dass die kissenförmigen Bêtises de Cambrai eine der ältesten in Frankreich bekannten Süßwaren sind.